# Szermierka na Letnich Igrzyskach Olimpijskich 1964
Szermierka na XVIII Letnich Igrzyskach Olimpijskich w Tokio odbywała się w dniach 13-23 października 1964 roku. Zawody rozgrywane były w hali Memorial Hall.

## Klasyfikacja medalowa
| Lp. | Państwo         | złoto | srebro | brąz | Razem |
| --- | --------------- | ----- | ------ | ---- | ----- |
| 1   | Węgry           | 4     | 0      | 0    | 4     |
| 2   | ZSRR            | 3     | 1      | 2    | 6     |
| 3   | Polska          | 1     | 1      | 1    | 3     |
| 4   | Francja         | 0     | 2      | 3    | 5     |
| 5   | Włochy          | 0     | 2      | 1    | 3     |
| 6   | Niemcy          | 0     | 1      | 1    | 2     |
| 7   | Wielka Brytania | 0     | 1      | 0    | 1     |

## Medaliści

### Mężczyźni
| Złoto                                                                                    | Srebro | Brąz                                                                                                |
| Floret                                                                                   | | |
| Egon Franke                                                                              | Jean-Claude Magnan                                                                                               | Daniel Revenu                                                                                       |
| ZSRR Wiktor Żdanowicz · Jurij Sisikin · Mark Midler · Gierman Swiesznikow · Jurij Szarow | Polska Zbigniew Skrudlik · Witold Woyda · Egon Franke · Ryszard Parulski · Janusz Różycki                        | Francja Jean-Claude Magnan · Daniel Revenu · Jacky Courtillat · Pierre Rodocanachi · Christian Noël |
| Szpada                                                                                   | | |
| Hryhorij Kriss                                                                           | Bill Hoskyns | Guram Kostawa                                                                                       |
| Węgry Győző Kulcsár · Zoltán Nemere · Tamás Gábor · István Kausz · Árpád Bárány          | Włochy Giuseppe Delfino · Alberto Pellegrino · Gianluigi Saccaro · Gianfranco Paolucci · Giovanni Battista Breda | Francja Claude Brodin · Yves Dreyfus · Claude Bourquard · Jacques Guittet · Jacques Brodin          |
| Szabla                                                                                   | | |
| Tibor Pézsa                                                                              | Claude Arabo | Umiar Mawlichanow                                                                                   |
| ZSRR Umiar Mawlichanow · Mark Rakita · Jakow Rylski · Boris Mielnikow · Nugzar Asatiani  | Włochy Wladimiro Calarese · Giampaolo Calanchini · Pierluigi Chicca · Mario Ravagnan · Cesare Salvadori          | Polska Jerzy Pawłowski · Ryszard Zub · Andrzej Piątkowski · Emil Ochyra · Wojciech Zabłocki         |

### Kobiety
| Złoto | Srebro | Brąz                                                                          |
| Floret | |                                                                               |
| Ildikó Újlaky-Rejtő                                                                                                | Helga Mees                                                                                                 | Antonella Ragno                                                               |
| Węgry Ildikó Újlaky-Rejtő · Lídia Dömölky-Sákovics · Katalin Juhász-Nagy · Judit Ágoston-Mendelényi · Paula Marosi | ZSRR Walentina Rastworowa · Tatjana Samusienko · Ludmiła Sziszowa · Walentina Prudskowa · Galina Gorochowa | Niemcy Helga Mees · Heidi Schmid · Rosemarie Scherberger · Gudrun Theuerkauff |

## Uczestnicy
W zawodach udział wzięło 259 szermierzy z 30 krajów:
- Antyle Holenderskie (1)
- Argentyna (11)
- Australia (18)
- Austria (5)
- Belgia (2)
- Chile (3)
- Egipt (5)
- Francja (20)
- Iran (4)
- Irlandia (2)
- Japonia (15)
- Kanada (3)
- Korea Południowa (5)
- Kolumbia (5)
- Kuba (2)
- Liban (4)
- Luksemburg (2)
- Malezja (1)
- Niemcy (19)
- Polska (15)
- Rodezja Północna (1)
- Rumunia (11)
- Szwecja (7)
- Szwajcaria (5)
- Stany Zjednoczone (18)
- Węgry (20)
- Wielka Brytania (13)
- Wietnam (2)
- Włochy (20)
- ZSRR (20)